# Amanoa
Amanoa Aubl.  é um género botânico pertencente à família Phyllanthaceae,subfamília Phyllanthoideae.
Árvores ou arbustos nativos das regiões tropicais úmidas da América do Sul e África.

## Sinonímia
- Micropetalum Poit. ex Baill.

## Espécies
| - Amanoa almerindae - Amanoa anomala - Amanoa boiviniana - Amanoa bracteosa - Amanoa caribaea - Amanoa congesta - Amanoa cupatensis - Amanoa glaucophyla - Amanoa guianensis | - Amanoa muricata - Amanoa nanayensis - Amanoa neglecta - Amanoa oblongifolia - Amanoa pallida - Amanoa potamophila - Amanoa pubescens - Amanoa steyermarkii - Amanoa strobilacea |

- Lista completa